# Sixt Jakob Finckh
Sixt Jakob Finckh (* 6. August 1761 in Reutlingen; † 17. April 1852 ebenda) war ein württembergischer Kaufmann und Politiker.

## Familie
Sixt Jakob Finckh war der Sohn des Handelsmanns Johann Konrad Finckh (1733–1816) in Reutlingen und der Ulrike Marie Hedwig geb. Kapff (1734–1792). Er hatte fünf Geschwister. 1791 heiratete er Christine Margarethe Engel (1771–1854), sie hatten zehn Kinder.

## Beruf
Finckh war selbstständiger Kaufmann in Reutlingen (Firma Johann Konrad Finckh, „Eisen-Finckh“).

## Politik
Am 23. April 1823 gewann Sixt Jakob Finckh im Wahlbezirk Reutlingen (Stadt) die Nachwahl für den aus der Zweiten Kammer des württembergischen Landtags ausgeschlossenen Friedrich List. 1825 wurde er wieder gewählt und gehörte dem Landtag bis 1831 an.